# Hong Kong Open 1993
L'Hong Kong Open 1993 è stato un torneo di tennis giocato sul cemento. È stata la 18ª edizione dell'Hong Kong Open che fa parte della categoria World Series nell'ambito dell'ATP Tour 1993 e della categoria Tier IV nell'ambito del WTA Tour 1993. Il torneo maschile si è giocato a Hong Kong dal 12 al 18 aprile, quello femminile dal 13 al 19 settembre 1993.

## Campioni

### Singolare maschile
Pete Sampras ha battuto in finale  Jim Courier con il punteggio di 6–3, 6(1)–7, 7–6(2)

### Doppio maschile
David Wheaton /  Todd Woodbridge hanno battuto in finale  Sandon Stolle /  Jason Stoltenberg con il punteggio di 6–1, 6–3

### Singolare femminile
Wang Shi-ting ha battuto in finale  Marianne Werdel con il punteggio di 6–4, 3–6, 7–5

### Doppio femminile
Karin Kschwendt /  Rachel McQuillan hanno battuto in finale  Debbie Graham /  Marianne Werdel con il punteggio di 1–6, 7–6, 6–2